# Wilhelm Bergling
Wilhelm Elias Bergling, född 12 januari 1906 i Hancheng, Shaanxi, Kina, död 11 september 1991 i Sollentuna församling i Stockholms län, var en svensk bibellärare och helgelseförkunnare inom svensk frikyrklighet. Han är farbror till Gunnar Bergling, som är gift med  Linda Bergling. 
Wilhelm Bergling var son till Robert Bergling och Dagny Aass samt bror till Morris Bergling, alla Kinamissionärer. Efter studier vid högre latinläroverket å Norrmalm i Stockholm och Beskowska skolan studerade han i Oslo höstterminen 1926. Han prästvigdes 1929 i Växjö för verksamhet ”inom hednavärlden i Kina” och gick ut som missionär i Ishih, Shanxi, samma år.
Han var starkt påverkad av Helgelserörelsen, och följde en allegorisk bibeltolkning, inspirerad av A.B.Simpson, D.H.Dolman och C.H.MacIntosh. 
Bergling var en av de få överlevande helgelseförkunnarna i Sverige efter att intresset för helgelse började dö ut i mitten av seklet. I början av 1900-talet var sådan förkunnelse omåttligt populär. 
Han är en svensk parallell till dansken Poul Madsen, som satte honom högt och rekommenderade hans böcker.
Wilhelm Bergling gifte sig 1934 med Margaret Linder (1908–1995). De är begravda på Silverdals griftegård i Sollentuna.